# Holy Toledo!
Holy Toledo! ist ein Anfang November 2021 veröffentlichter Song der US-amerikanischen Punkrock-Band Green Day für den Film Mark, Mary & Some Other People.

## Entstehung
Holy Toledo! wurde von der Band Green Day für die Filmkomödie Mark, Mary & Some Other People von Hannah Marks geschrieben. Luca Schafiyha beschreibt den Song in Rolling Stone wie folgt: „Holy Toledo! beginnt mit einer nüchternen Strophe, in der Sänger Billie Joe Armstrong seinen Wunsch äußert, dorthin zu gehen, 'wo der Ärger beginnt'. Dann wandelt sich der Song in eine energiegeladene, Pop-Punk-lastige Nummer.“
Im Film spielen Ben Rosenfield und Hayley Law in den Titelrollen ein junges Paar, das eine offene Beziehung führt und sich einig darüber ist, dass sie weiterhin Sex mit anderen Partnern haben. Der Film startete am 5. November 2021 in den US-Kinos und auf Streaming-Plattformen.

## Veröffentlichung
Der Song wurde am 5. November 2021 von Crush Music veröffentlicht.